# Homework (canção de Kim Petras)
"Homework" é uma canção da cantora alemã Kim Petras, lançada em 7 de fevereiro de 2019, junto com outros 2 singles, "If U Think About Me" e "1, 2, 3 Dayz Up". A canção conta com a participação do rapper norte-americano Lil Aaron e faz parte do projeto não oficial da artista, Era 1.

## Temática musical
A música é sobre crescer à parte de alguém que você realmente gosta, mas prometendo que nunca as esquecerá. Muitas vezes, com o aumento da fama, artistas, celebridades e pessoas que ganham atenção significativa da mídia ao longo do tempo tendem a deixar seus amigos e contatos anteriores.
Kim Petras afirma que suas experiências e memórias com a amiga de crescer não serão esquecidas, mesmo com dinheiro, sucesso crescente e uma carreira em Los Angeles.

## Curiosidades
- Esta faixa é a 3ª colaboração de Kim Petras com lil aaron, as duas primeiras sendo “Faded” e “ANYMORE”.